# Новая Липовка (Ивано-Франковская область)
Новая Липовка (укр. Нова Липівка) — село в Тысменицкой городской общине Ивано-Франковского района Ивано-Франковской области Украины.
Население по переписи 2001 года составляло 71 человек. Занимает площадь 2,11 км². Почтовый индекс — 77463. Телефонный код — 03436.